# Hilfskrankenhaus Gunzenhausen

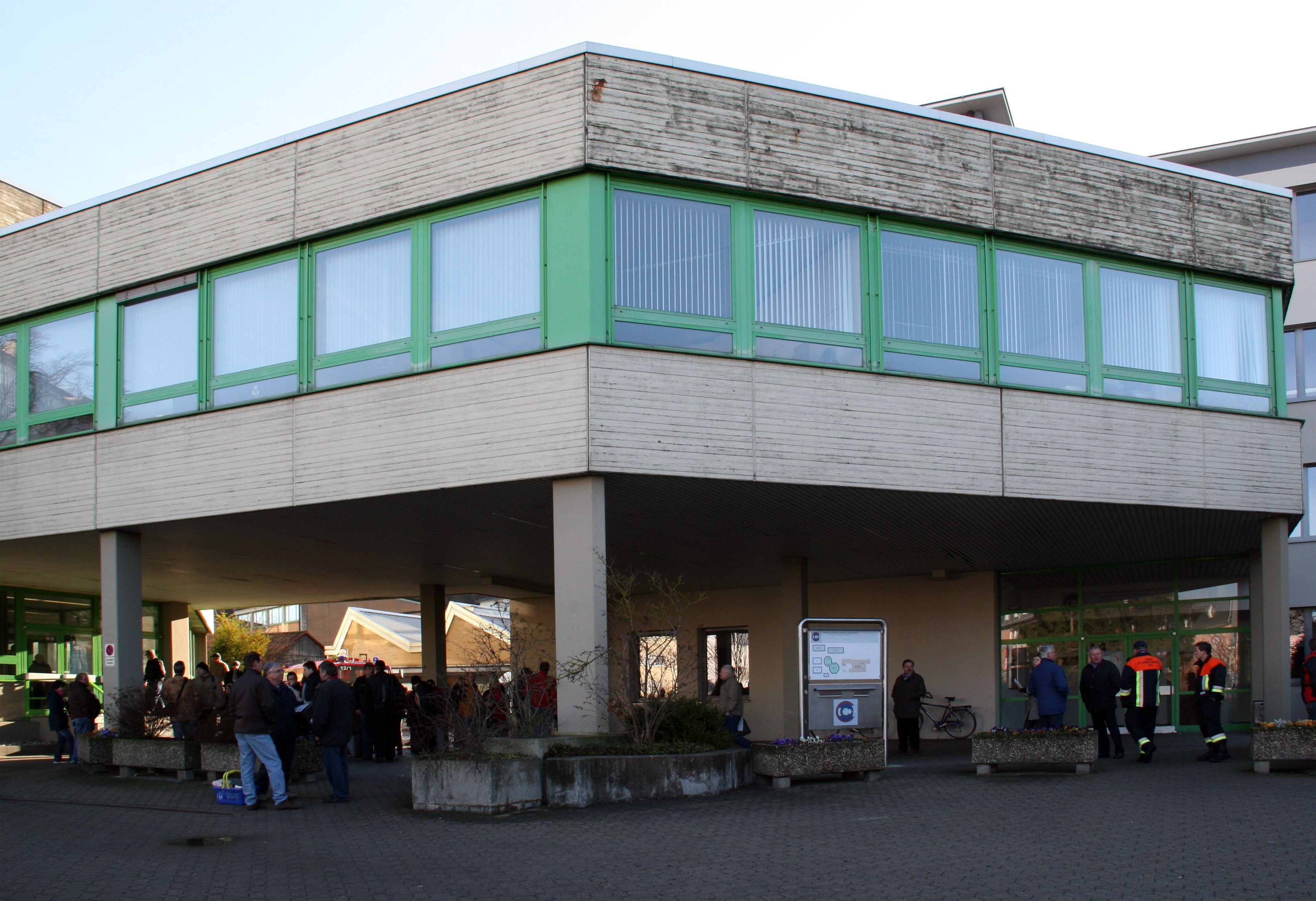
Eines der drei Hilfskrankenhäuser in Gunzenhausen befindet sich unterhalb der Berufsschule und ist heute noch erhalten.

Die Hilfskrankenhäuser in Gunzenhausen waren drei ehemalige Bunkerkrankenhäuser in Gunzenhausen, einer Stadt im mittelfränkischen Landkreis Weißenburg-Gunzenhausen. Der Standort Gunzenhausen wurde gewählt, da sich die Stadt damals weit genug von den mittelfränkischen Großstädten, militärisch relevanter Industrie und Militärstützpunkten befand. Die nahe gelegene Bundeswehr-Kaserne in Heidenheim am Hahnenkamm entstand erst in den 1970er Jahren. Insgesamt wurden drei Anlagen innerhalb der Stadt angelegt, ein vollgeschütztes Hilfskrankenhaus sowie zwei teilgeschützte Einrichtungen. Die Stammhäuser für die Hilfskrankenhäuser waren jeweils die Kliniken Nürnberg, Fürth und Ansbach. Das vollgeschützte Bunkerkrankenhaus mit OP-, Behandlungs- und Intensivtrakt war das erste von 44 Hilfskrankenhäusern in Bayern und diente als Vorbild für andere Hilfskrankenhäuser. Es ist nach aktuellen Erkenntnissen das einzige vollgeschützte Hilfskrankenhaus von ca. 220 innerhalb Westdeutschlands, das noch fast vollständig ausgerüstet ist; lediglich die Röntgengeräte wurden nach Costa Rica und Kuba abgegeben. Die beiden anderen teilgeschützten Hilfskrankenhäuser in Gunzenhausen wurden in den 1990er Jahren vollständig aufgelöst.

## Geschichte und Zweck
Der unterirdische Bunkerkomplex bestand aus drei Anlagen: dem eigentlichen vollgeschützten Bunkerkrankenhaus unter der heutigen Berufsschule in der Bismarckstraße und zwei teilausgebauten Varianten in unmittelbarer Nähe, eine unterhalb der Stephani-Schule und eine unter dem Simon-Marius-Gymnasium. Die Anlagen wurden von 1963 bis 1965 im Rahmen des Kalten Kriegs errichtet und sollten bei einem nuklearen Angriff Patienten der nahen Großstädte des Ballungsraums Nürnberg, Fürth und Ansbach versorgen. In insgesamt drei Gebäuden wurden in Gunzenhausen ca. 1400 Betten für die Bevölkerung der drei Großstädte vorgehalten. Hierzu wies das Hilfskrankenhaus unterhalb der Berufsschule Bismarckstraße 427 Patienten- und 159 Mitarbeiterbetten aus, das Hilfskrankenhaus Gymnasium wies 600 Betten aus und das Hilfskrankenhaus Stephani-Schule 400 Betten. Lediglich die Bunkeranlage in der Bismarckstraße war vollgeschützt, also vollständig geschützt. Die beiden anderen Anlagen waren nur teilgeschützt. Hierzu wurde zwar der Behandlungstrakt strahlengeschützt und trümmersicher angelegt, der Patiententrakt war aber in den Turnhallen oder in der jeweiligen Aula mit Notbetten vorgesehen.

## Baubeschreibung Hilfskrankenhaus Bismarckstraße

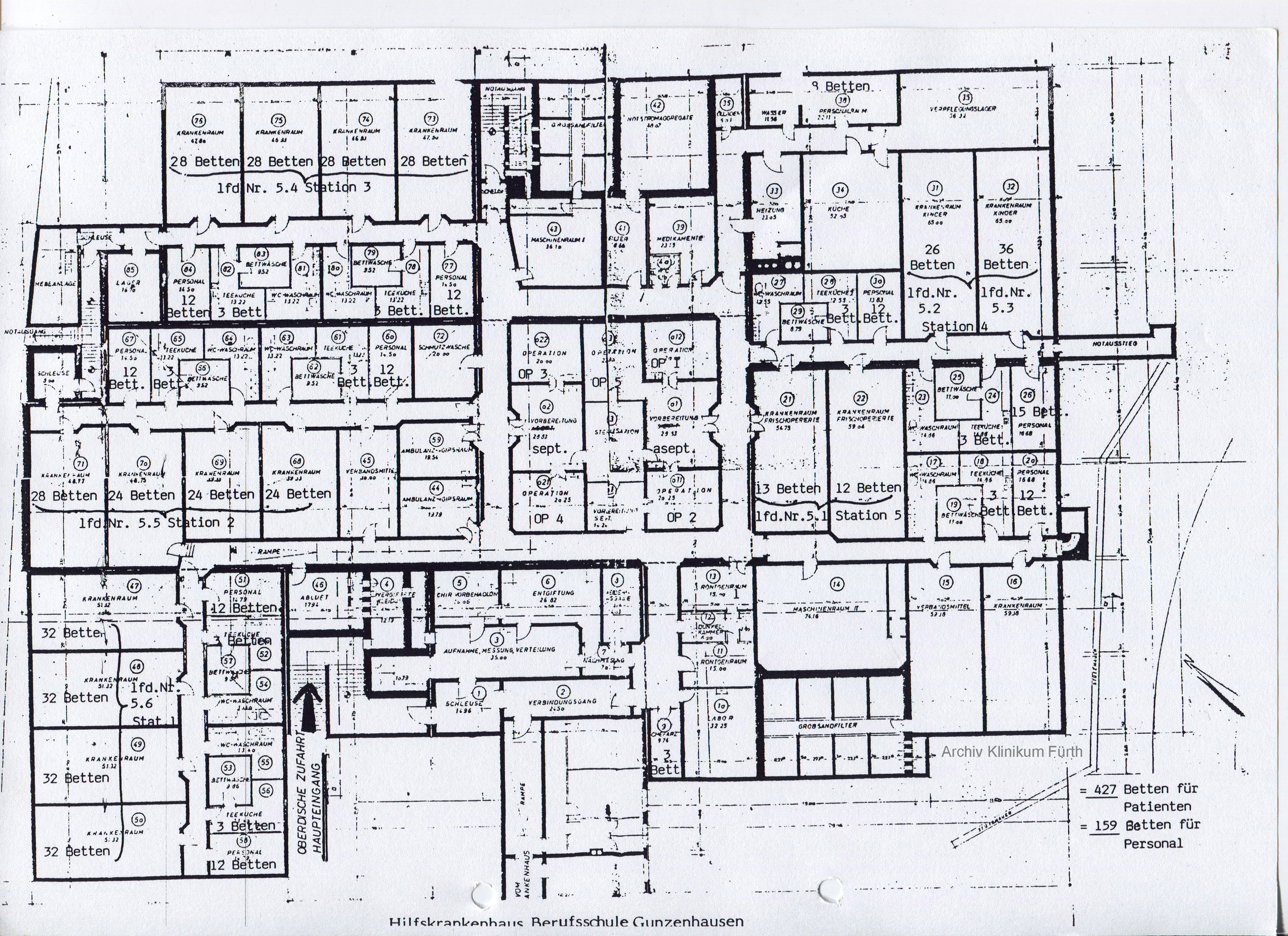
Grundriss eines der Hilfskrankenhäuser in Gunzenhausen, hier unterhalb der Berufsschule

Das vollgeschützte Hilfskrankenhaus unterhalb der Berufsschule in der Bismarckstraße ist von einer 60 Zentimeter dicken Stahlbetonhülle mit Bleischutz umschlossen und befindet sich fünf Meter unter der Erde unterhalb des Gebäudes der Berufsschule in Gunzenhausen. Das Hilfskrankenhaus hat eine Fläche von rund 4000 Quadratmetern und weist einen umbauten Raum von 13.800 Kubikmetern auf. Der Bau kostete 3,9 Millionen DM. Der Unterhalt der Anlage verursachte jährliche Kosten von 25.000 DM. Konzeptionell wies die Bunkeranlage Schwächen auf: Die Abfallentsorgung war ungeklärt, es fehlte ein Speisesaal, und während der 14 Tage Maximalaufenthalt hätten den 600 Bewohnern nur 15 Toiletten zur Verfügung gestanden.
Die Ausstattung ist fast vollständig erhalten. Zum Inventar gehören neben den 600 Betten und medizinisch notwendigem Material auch Schiffsmotoren als Notstromaggregate und vier Dekontaminationsduschen.

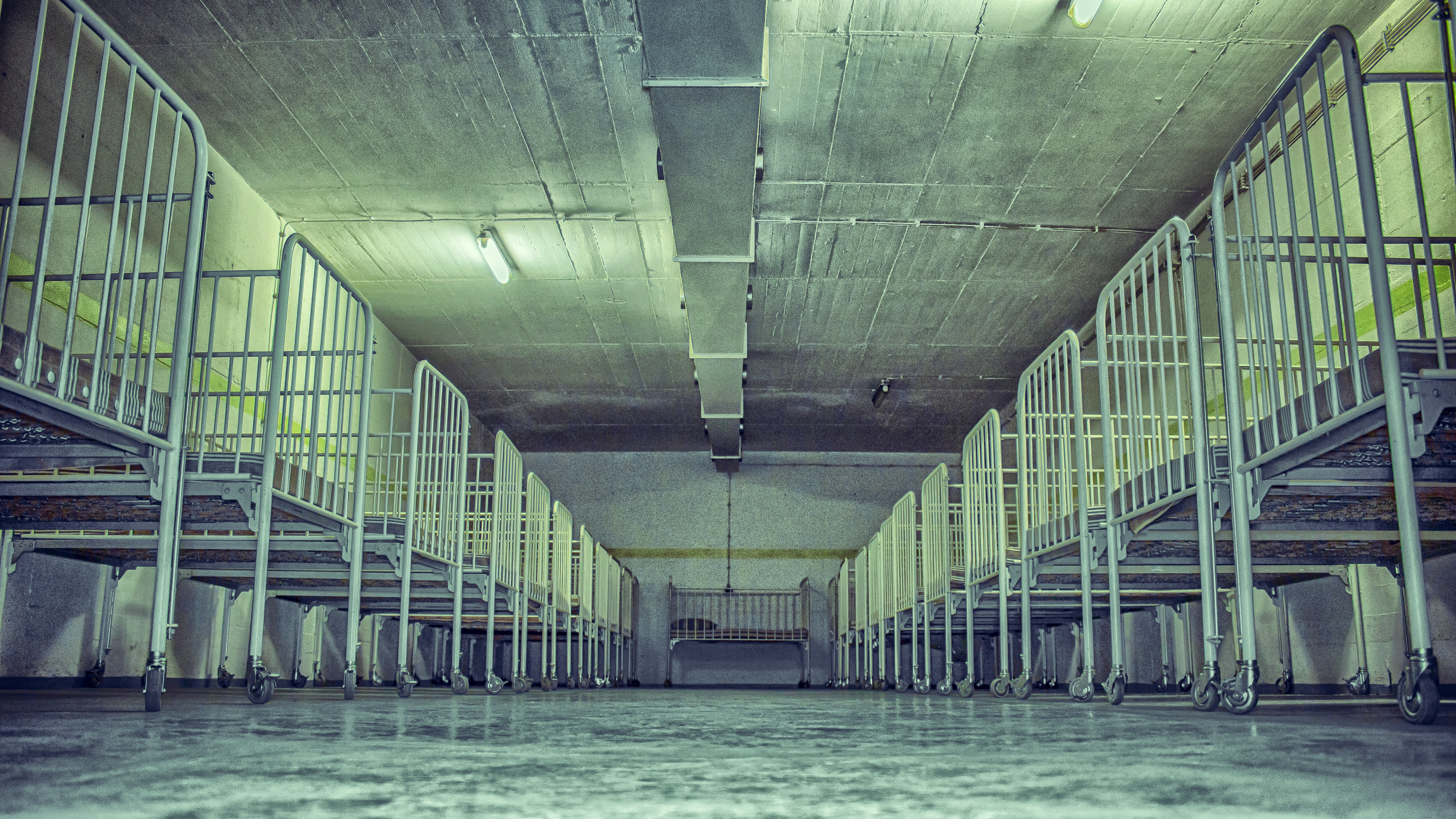
Kinderbetten in der Kinderstation des Hilfskrankenhauses in Gunzenhausen unterhalb der Berufsschule

## Personal und Alarmierung
Die Hilfskrankenhäuser konnten im Bedarfsfall nur durch möglichst leistungsfähige Krankenhäuser in der unmittelbaren Umgebung in Betrieb genommen werden. Die drei Hilfskrankenhäuser in Gunzenhausen waren jeweils den (Stamm-)Kliniken Nürnberg, Fürth und Ansbach angegliedert, die als Stammkrankenhaus das notwendige Personal zur Verfügung stellen mussten. Das Kreiskrankenhaus Gunzenhausen war lediglich kooptiert. Sofern die Kliniken nicht das notwendige Personal vollständig zur Verfügung stellen konnten, wurde über das sog. Katastrophenschutzgesetz weiteres Personal zwangsverpflichtet. Dem Hilfskrankenhaus in der Bismarckstraße fiel eine besondere Aufgabe zu, da es als einzige der drei Anlagen über einen OP- und Intensivtrakt verfügte. Zusätzlich war es vollgeschützt, während die beiden anderen Hilfskrankenhäuser lediglich eine einfache Patientenversorgung in teilgeschützten Anlagen gewährleisten konnten. Somit war die Priorität der Aktivierung der drei Anlagen klar geregelt. Erst sollte binnen 12 bis 24 Stunden das Hilfskrankenhaus Bismarckstraße in Betrieb genommen werden, während die beiden Anlagen dann innerhalb von ca. 1 bis 2 Tagen hinzukamen.
Pro Stammkrankenhaus gab es von Seiten der Regierung Mittelfranken Richtlinien, die bei einer Bettenzahl von 600 Betten folgenden Personalschlüssel vorsah: 18 Ärzte, 8 Labor- und Röntgenkräfte sowie 30 Krankenschwestern und -pfleger im Verhältnis 24:6. Dabei wurde eine 60-Stunden-Woche als Arbeitszeit zugrunde gelegt. Als Rettungsdienst zur Evakuierung der Bevölkerung, aber auch zur Sicherstellung des Transportes für das medizinische Personal wurde das Bayerische Rote Kreuz in Mittelfranken festgelegt. Trotz eines regen Schriftverkehrs und mehrerer Ortsbesichtigungen durch entsprechendes medizinisches Personal der jeweiligen Stammhäuser in Gunzenhausen blieb bei den betroffenen Mitarbeitern die Skepsis, ob im sog. Ernstfall eine Evakuierung einer Großstadt mit mehr als 100.000 Einwohnern in einem benachbarten Ort in 50 km Reichweite praktikabel sei.

## Übung und Inbetriebnahme

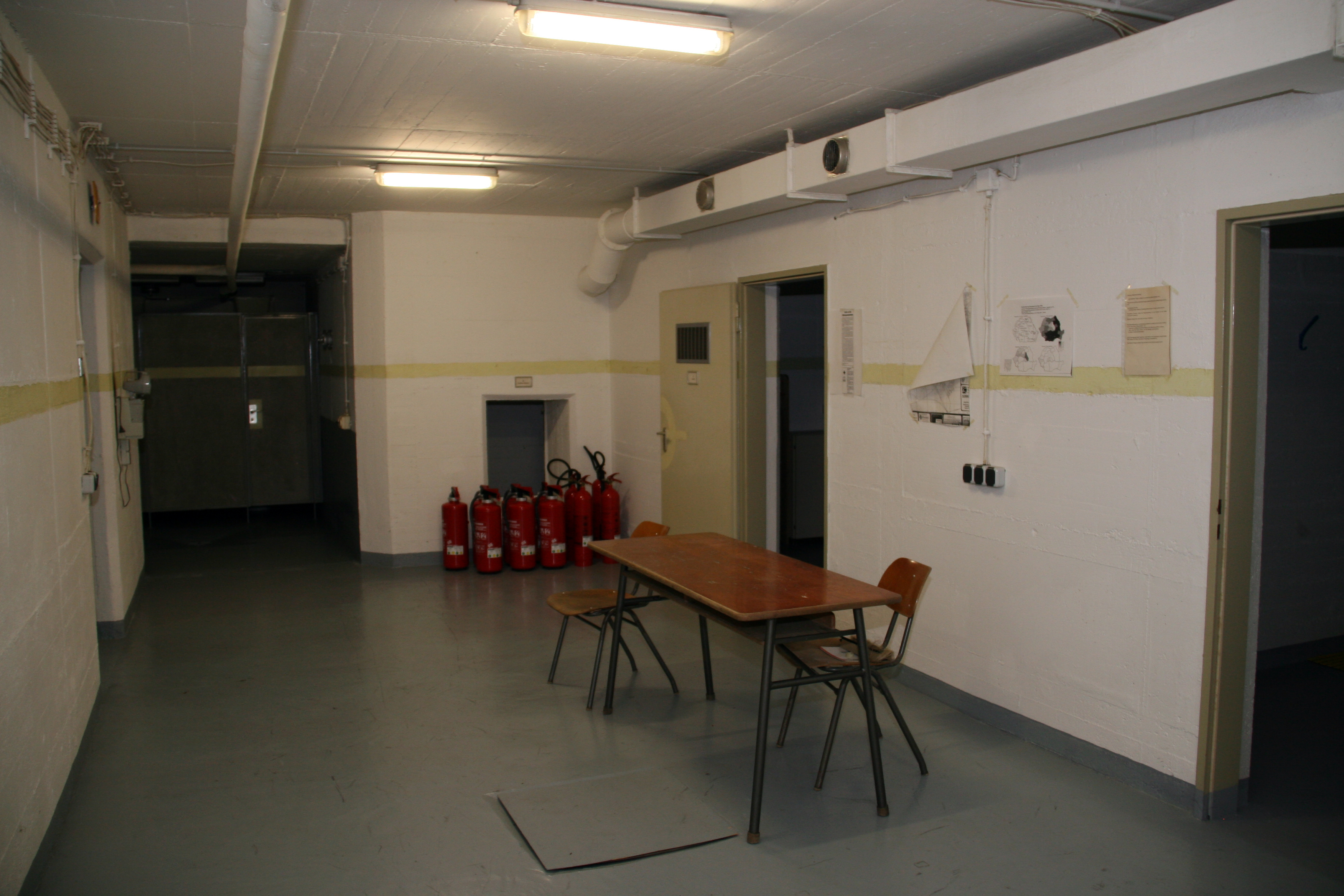
Aufnahme- und Registrierungsstelle für die ankommenden DDR- und Rumänienumsiedler 1989/90

Am 29. November 1986 wurden im Rahmen einer Katastrophenschutzübung die Hilfskrankenhäuser in Gunzenhausen in Betrieb genommen. Bereits 1977 hatte es eine Übung in den Bunkeranlagen gegeben. Die Übungslage 1986 sah vor, dass bereits seit dem 20. November 1986 die Bundesregierung die sog. „Spannungslage“ festgestellt hatte und entsprechende Verfassungsorgane berichteten von etlichen Sabotageakten im Regierungsbezirk. Zusätzlich wurde am 29. November 1986 gegen 8.30 Uhr ein Raketenangriff auf ein  Munitions-Depot in Langlau als Schadenslage festgestellt. Dabei wurden die Betriebsgebäude der Munitionsfabrik vollständig zerstört. Der Übungsplan sah vor, dass mit ca. 100 verletzten Personen zu rechnen sei. Die Zahl der Toten wurde als "unbekannt" angegeben. Genauso unbekannt ist leider der Verlauf der Übung, da dies aus den aktuell noch vorliegenden Dokumentation nicht mehr hervorgeht.
Die Bunkeranlage in der Berufsschule und in der Stephani-Schule wurde schließlich in der Zeit vom 7. bis zum 12. November 1989 zur Aufnahme von DDR-Übersiedlern genutzt. Dabei gab es im Vorfeld große Bedenken, die sog. DDR-Übersiedler in unterirdischen Bunkeranlagen unterzubringen, weshalb man sich überwiegend für die Teil-Bunkeranlagen entschied, die in Turnhallen untergebracht waren. Allerdings sagten viele DDR-Übersiedler in Gesprächen vor den Organisatoren des Landratsamtes, dass sie lieber die unterirdischen Anlagen bevorzugen würden, da durch die räumliche Trennung innerhalb des Bunkers eine deutlich bessere Privatsphäre  gewahrt werden könnte, als in einer Turnhalle. Der Einsatz wurde mit Unterstützung des Technischen Hilfswerks durchgeführt, der insgesamt in 1.800 Stunden mit 260 Helfern den Einsatz bilanzierte. Ebenfalls im Einsatz war das Bay. Rote Kreuz mit ca. 30 Helfern in insgesamt 1.751 Stunden. Kosten des Einsatzes: 53.943 DM.
Im Juni 1990 wurde das Hilfskrankenhaus unterhalb der Berufsschule erneut genutzt, dieses Mal zur Aufnahme von Übersiedlern aus Rumänien. Zunächst sollten die Übersiedler in acht Bundessammellager zur Erfassung der Personalien überführt werden. Dies erfolgte jedoch aus organisatorischen Gründen bereits am 11. Juni 1990 vor Ort, so dass eine weitere Verlagerung überflüssig wurde. Danach wurde es still um die Anlage, eine weitere Nutzung ist nicht mehr belegt.

## Öffentliche Wahrnehmung und heutige Nutzung

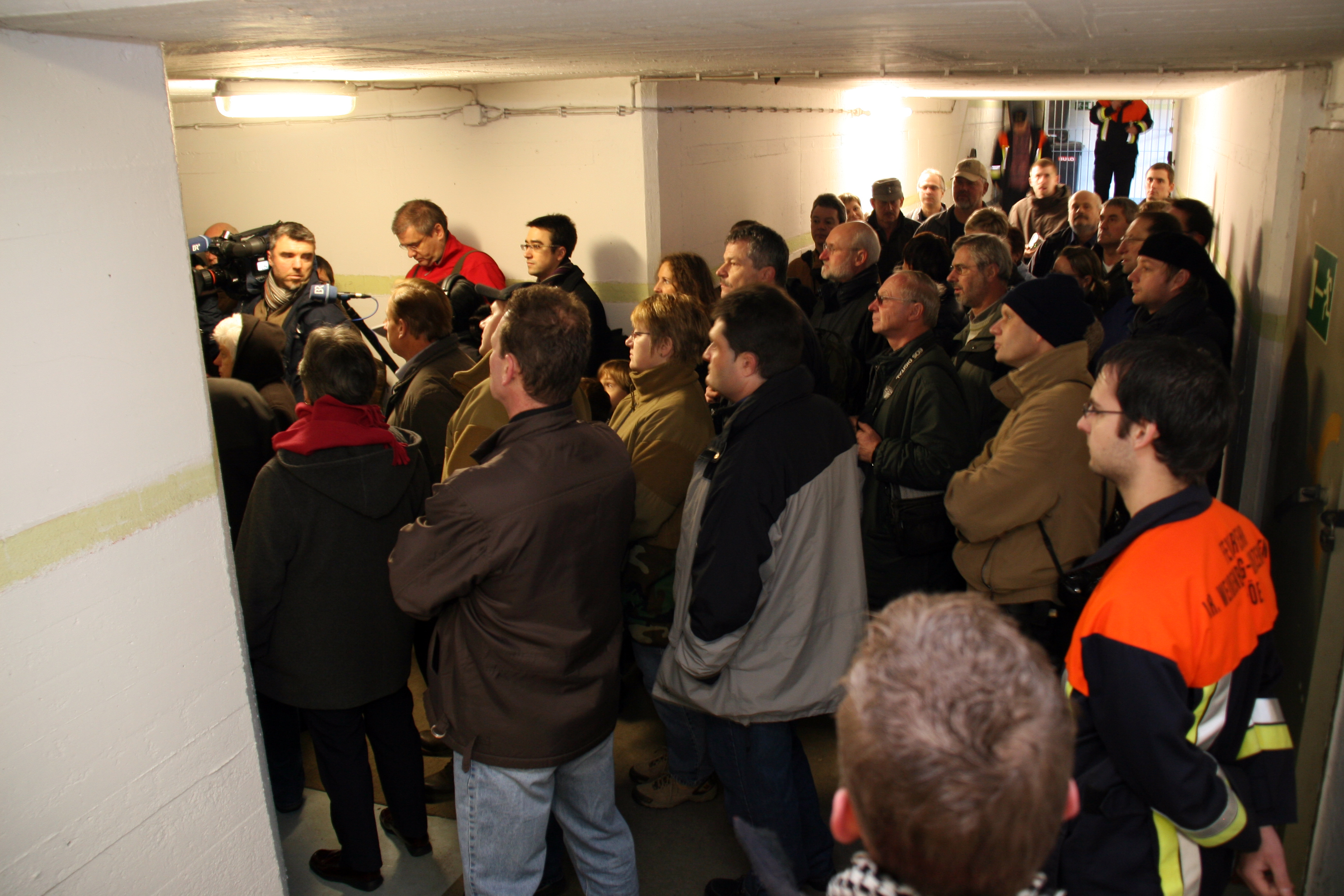
Besucherandrang bei der ersten öffentlichen Führung im Nov. 2009

1996 wurde das Hilfskrankenhaus, wie die meisten anderen Hilfskrankenhäuser und Bunkeranlagen in Deutschland, entwidmet und aus der Zivilschutzbindung entlassen. Es befindet sich seitdem im städtischen Besitz. Durch einen Aktenfund eines Mitarbeiters am Klinikum Fürth im historischen Archiv seiner Einrichtung begannen erstmals wieder Recherchen zu den inzwischen in Vergessenheit geratenen Anlagen in Gunzenhausen. Aus den Begehungsprotokollen der Mitarbeiter des Klinikum Fürth aus den 1960er-Jahren ging hervor, dass das Klinikum Fürth als Stammhaus für Gunzenhausen vorgesehen war. Dieses Wissen war sowohl in den entsprechenden Ämtern der Stadt Fürth als auch innerhalb des Klinikum Fürth nicht mehr bekannt. Nach einer ersten Besichtigung der Anlage durch Mitarbeiter des Landratsamts Weißenburg-Gunzenhausen und des Klinikum Fürth am 22. Januar 2009 kam man schnell zu der Erkenntnis, dass es sich bei der noch bestehenden Anlage unterhalb der Berufsschule um ein besonderes Stück der Geschichte handelt, da die Anlage unterhalb der Berufsschule noch nahezu vollständig erhalten geblieben war – inkl. der Einrichtung. In einer ersten Ausstellung, mit Exponaten aus dem Hilfskrankenhaus Gunzenhausen, wurde am 18. September 2009 die Fürther Bevölkerung erstmals öffentlich über das Hilfskrankenhaus informiert. Die Ausstellung fand im sogenannten Schwandbunker statt, ein ebenfalls stillgelegter Atomschutzbunker in der Nähe des Klinikum Fürth.

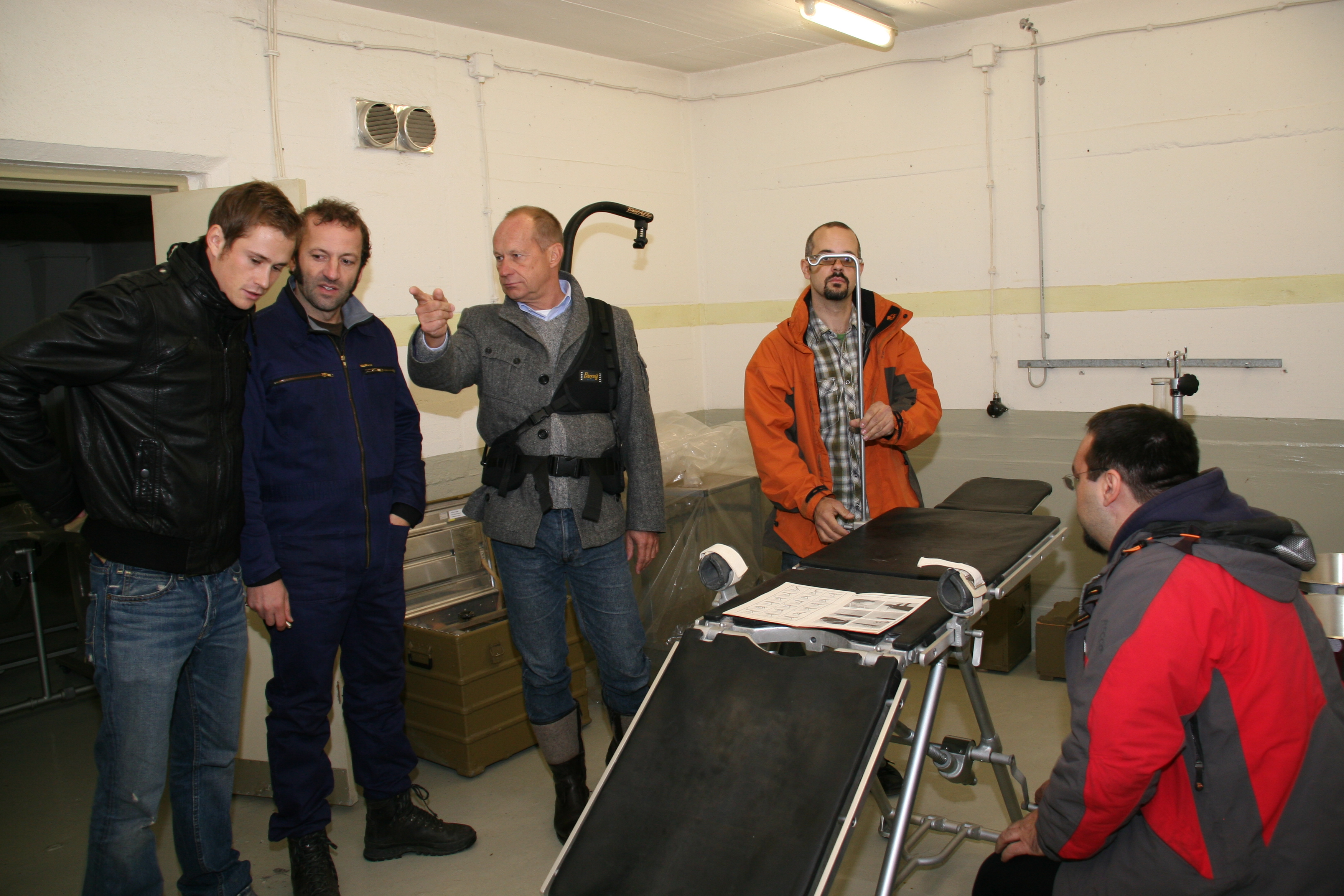
Dreharbeiten für das Bay. Fernsehen mit dem bek. Moderator Max Schmidt, Nov. 2009

Nach einer ersten Berichterstattung in der örtlichen Zeitung kam bereits am 2. November 2009 ein Kamerateam des Bayerischen Fernsehens mit dem bekannten Moderator Max Schmidt. Kaum gesendet, wuchs das öffentliche Interesse an der Anlage, da auch der örtlichen Bevölkerung die Anlage kaum bekannt war. So organisierte das Landratsamt am 28. November 2009 eine erste improvisierte Führung für die Öffentlichkeit, bei der weit über 150 Besucher kamen – auch zum Teil aus dem gesamten Bundesgebiet. Aufgrund des großen Erfolgs und dem nicht nachlassenden öffentlichen Interesse wird die Bunkeranlage unterhalb der Berufsschule inzwischen zu touristischen Zwecken dauerhaft genutzt. Die Führungen werden über die Volkshochschule Gunzenhausen angeboten.

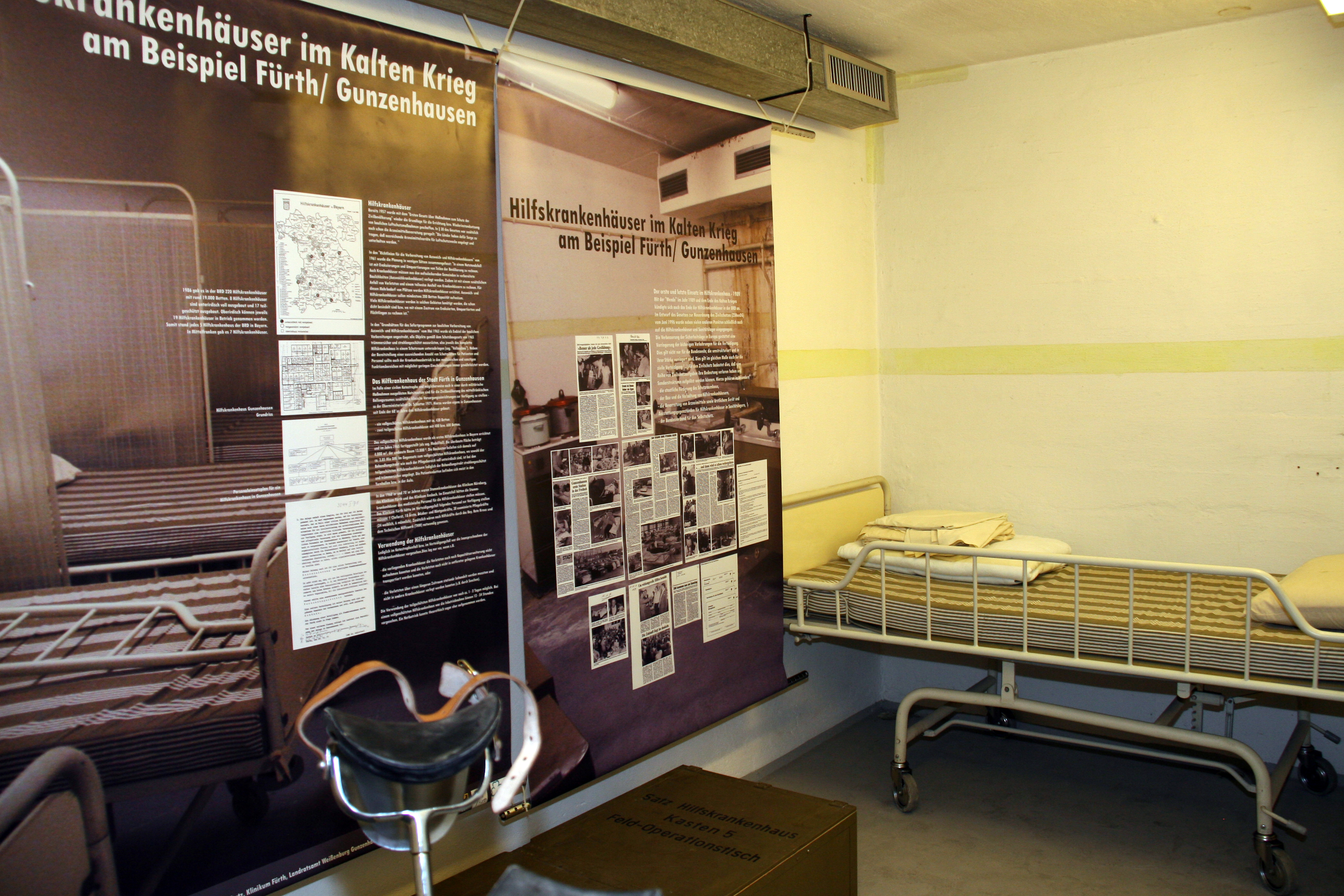
Erste öffentliche Ausstellung zum Hilfskrankenhaus Gunzenhausen in Fürth (Schwandbunker) im September 2009